# Darcy Marquardt
Darcy Marquardt, född den 22 mars 1979 i Vancouver i Kanada, är en kanadensisk roddare.
Hon tog OS-silver i åtta med styrman i samband med de olympiska roddtävlingarna 2012 i London.